# Parti nationaliste chrétien
Ne doit pas être confondu avec Parti national social chrétien.
Le Parti nationaliste chrétien (PNC) est un parti politique québécois d'extrême droite nationaliste et conservateur créé en 1967 par Léo Tremblay. Les appuis du parti étaient une partie du clergé québécois et des milieux ruraux québécois. Le parti reçut une certaine attention lorsque Gaston Tremblay, député unioniste de Montmorency, décida de faire défection vers le PNC. Cependant, Gaston Tremblay changea encore de parti en 1969, et adhéra au Ralliement créditiste du Québec. Le PNC ne supporta aucun candidat aux élections provinciales de 1970 et ne montra aucun signe d'activité par la suite.

## Fondation
Le PNC fut fondé en 1967 comme le prolongement du Front de défense des écoles confessionnelles (FDÉC) et de la Phalange, une société secrète d'extrême droite. En 1967, le FDÉC avait organiser une campagne contre la partie V du rapport Parent, que Léo Tremblay qualifie de « retour en arrière de 200 ans », et la création des polyvalentes et des cégeps. Dans le cadre de cette campagne, Léo Tremblay avait alors fait une tournée du Québec, où il avait fait des discours dans les milieux ruraux pour les inciter à résister aux réformes en éducation. Il avait commencé une pétition contre ces réformes, qui avait reçu 100 000 signatures de la part de « parents inquiets ».
À la suite de l'adoption des réformes, Tremblay jugea que le gouvernement de l'Union nationale avait trahis ses électeurs. Selon lui Daniel Johnson usurpait le pouvoir en appliquant une politique si semblable à celle du gouvernement précédent de Jean Lesage. Selon l'analyse de Tremblay, Johnson avait été élu à cause de son opposition à ces mêmes politique durant la pré-campagne électorale et d'un désir des québécois de retourner à la politique de Maurice Duplessis. Comme l'Union nationale avait tant changé, Léo Tremblay décida de fonder un nouveau parti politique, le Parti nationaliste chrétien.

## Idéologie
L'idéologie du Parti nationaliste chrétien peut se résumer comme suit : ordre et théocratie, puis indépendance.

### Programme électoral, «ressouderle Christetla Nation»
Le PNC publia un programme électoral décrivant son idéologie est ses positions politiques le 7 février 1969. Celui-ci reprenant essentiellement les idées émises par Léo Tremblay dans un livre publié quelques années auparavant. Voici les point principaux du programme :
- confessionaliser des écoles et des hôpitaux ;
- licencier les hauts fonctionnaires technocrates de la fonction publique québécoise ;
- respecter le principe de Dieu-Famille-Patrie ;
- accéder à l'indépendance du Québec

Le programme du PNC veut d'abord orchestrer le retour des écoles et des hôpitaux confessionnels au Québec, sécularisés au début de la décennie. Cela était considéré comme un retour à l'ordre dans la société québécoise, contrôlée par « d'infimes technocrates athées, socialistes et laïcisants » qui ont déconfessionnalisés le système d'éducation. Le parti critique d'ailleurs le clergé québécois pour avoir « abandonn[é] ses responsabilités », et avoir favorisé la déconfessionalisation. Léo Tremblay voulait aussi faire du français la seule langue officielle du Québec. Après la reconfessionnalisation, le PNC prévoit procéder à l'indépendance du Québec, puisque le chef Léo Tremblay est profondément nationaliste.

### Bilan de la Révolution tranquille
Le PNC fait l'éloge de Maurice Duplessis, et considère que la mort de Duplessis fut un désastre pour l'Union nationale et pour le Québec, qui s'en sont jamais relevés. Le PNC dénonce « les vieux partis », le Parti libéral du Québec et l'Union nationale, d'avoir mener une politique qui a « détruit les traditions québécoise » et qui « se fiche éperdument du peuple et du parlement ». Le PNC fait le bilan de la révolution tranquille en affirmant que celle-ci a rendu le peuple esclaves de ses propres serviteurs, les technocrates. Le parti affirme que ceux-ci font disparaître les hiérarchies et les valeurs réelles des Québécois, et pousse la jeunesse vers le désespoir, la drogue et le suicide. Une propagande satanique bien orchestrée par la télévision d'État et les publications étrangères poussent les Québécois au génocide. Le PNC se lamente aussi de la chute du taux de natalité au Québec, et prédit que cela va finir par faire disparaitre les Québécois de la carte. Il faut donc prendre des mesures immédiates pour ramener l'ordre, la paix et la sécurité au Québec, et faire la réconciliation entre Dieu et son peuple.

### Québec indépendant
Le Québec indépendant de Léo Tremblay serait, selon ses dire, un pays « neutraliste et pacifique ». Il promet d'établir une ambassade au Vatican, « où s'échangent un nombre incalculable de renseignements internationaux ». Cette dernière proposition fut lancée dans le contexte d'un débat national sur la création d'une ambassade canadienne au Vatican, ce dont le Canada n'avait pas à l'époque. Le Québec de Léo Tremblay ferait aussi une proclamation officielle à l'effet que le Québec est formé de gens qui croient en Dieu, ce qui ferait du Québec un État catholique.

### Politique économique
Pour la politique économique, Léo Tremblay est inspiré par le nationalisme économique et le créditisme. Le PNC prévoit nationaliser tous les services publics essentiels, et propose la création d'une banque d'État pour mener la politique monétaire du pays. Tremblay vient mettre fin aux « appétits monstrueux » des magnats de la finance américains qui sapent l'économie québécoise.

### Traitement des minorités
Léo Tremblay affirme que, s'il arrive au pouvoir, toutes les minorités ethniques sauf les juifs seront bien traités au Québec, tant qu'elles respectent la culture québécoise et apprennent le français. La minorité anglaise sera traitée de la même façon que les canadiens-français hors québec ont été traités au Canada jusque là, selon le principe de l'égalité. Les immigrants français devront aussi démontrer moins d'arrogance et ne pas se comporter comme si le Québec était une colonie française. Léo Tremblay avait plus de sympathie pour la minorité irlandaise, qui était elle aussi de religion catholique. Selon Tremblay, le mélange du sang entre un Canadien-français et un Irlandais fait un beau type d'hommes et de femmes, ce qui apporte « du caractère et de la finesse » au peuple québécois.

### Autre
Le premier livre de Léo Tremblay contenait de longs passages sur la supériorité de la « race » canadienne-française, les torts de la communauté juive du Québec et les aspirations territoriales du Québec indépendant, qui devrait inclure le Labrador, le Nord-Est de l'Ontario et tout le Nouveau-Brunswick. Ces idées ne sont pas reprises dans la plateforme électorale de 1969, où le concept de la « race » est associé au concept de la « patrie ».

## Influence
En 1968, le parti affirmait qu'il représentait 150 000 membres. Certains observateurs ont considéré ce chiffre beaucoup trop élevé, mais il reste tout de même plausible puisque Tremblay avait reçu 100 000 signatures dans une pétition contre l'ouverture des cégeps en 1967. Léo Tremblay était bien connu dans les milieux ruraux du Québec, et le gouvernement associait déjà la dissension au sujet de la réforme en éducation à l'intérieur du caucus unioniste à la campagne que Léo Tremblay menait contre celle-ci.
Chaque membre du PNC devait payer 2 $ pour une carte confirmant leur adhésion au parti. Le recrutement était donc officiellement la principale source de revenu du PNC. Grâce à ces fonds amassés, Léo Tremblay put se payer des émissions de télévision où il critiquait la réforme de l'éducation, et faisait la promotion de son parti. Cependant, certaines rumeurs flottaient à l'époque selon laquelle le PNC serait financé surtout par la fortune familiale du Dr Gaston Tremblay, ce qui présuppose qu'il finançait déjà le PNC alors qu'il était député du gouvernement. Toutefois, en 1970, Léo Tremblay subira un procès après avoir été accusé d'avoir volé et tenté de revendre 23 des 28 tableaux de la collection Duplessis du Musée provincial de Québec en mai 1965, dans le but de financer ses activités. Condamné à trois ans de pénitencier, il portera ensuite sa cause en appel. Il sera finalement acquitté en 1972.
Les gens susceptibles de soutenir le PNC étaient des gens qui s'identifiaient d'abord à droite, puis comme des nationalistes québécois. Le parti regroupait des membres de l'ancien Ralliement national, ainsi que des mécontents unionistes, des créditistes, des Bérets blancs et des religieux. Le PNC recrutait surtout parmi les milieux ruraux très catholiques. L'abbé Arthur Sideleau, trésorier du PNC, affirmait que des centaines de prêtres faisaient partie du Front de défense des écoles confessionnelles, et qu'ils allaient soutenir de PNC lors de la prochaine élection.

### Réactions
Dans une édition de son journal hebdomadaire Le Messager, le diocèse de Sherbrooke dénonce violemment le PNC, qualifiant celui-ci d'« incongrus et [d']anachonistique ». Il conclut que le parti n'est pas du tout représentatif des chrétiens du Québec et du clergé québécois. Le journal répondait alors l'intense campagne de recrutement qu'opère le PNC dans les Cantons-de-l'Est. Cette région d'ailleurs celle la plus marquée par des slogans religieux durant la campagne électorale de 1966.